# Batalla de Macriplagi
La Batalla de Macriplagi (Makryplagi o Makry Plagi, en griego: Μάχη του Μακρυπλαγίου) fue un encuentro entre las fuerzas del Imperio bizantino y los latinos del Principado de Acaya. Los bizantinos estaban debilitados y desmoralizados después de la deserción de un gran número de mercenarios turcos a los aqueos. En Macriplagi, los bizantinos fueron decisivamente derrotados, lo que, junto con la derrota en la Batalla de Prinitza el año anterior, terminó con el intento griego de reconquistar Morea.

## Antecedentes
Después de la batalla de Pelagonia (1259), el emperador bizantino Miguel VIII Paleólogo adquirió una serie de fortalezas en el sudeste del Peloponeso (Morea), cedidos por el capturado príncipe de Acaya Guillermo II de Villehardouin a cambio de su liberación. Guillermo también prometió convertirse en vasallo de Miguel, pero en cuanto regresó a Morea renunció a este juramento, y comenzó a negociar con el Papa y otras potencias latinas para un esfuerzo conjunto contra los bizantinos.
La guerra estalló a fines de 1262 o 1263, cuando Miguel VIII envió una expedición a Morea. Este ejército estaba compuesto principalmente de mercenarios turcos y tropas griegas de Asia Menor y estaba dirigido por su medio hermano, el sebastocrátor Constantino Paleólogo. Constantino obtuvo un gran éxito inicial, capturando la mayor parte de Laconia y avanzando hacia el norte con el objetivo de tomar la capital aquea, Andravida. Fue derrotado, sin embargo, por una fuerza latina más pequeña en la batalla de Prinitza, y disperso su ejército.

## Escaramuzas en Mesiskli y sitio de Nikli
A principios de 1263 o 1264, Constantino Paleólogo decidió reanudar las operaciones, con el objetivo final de dominar el Principado de Acaya para siempre. Reunió a sus tropas, entró en el territorio controlado por los aqueos y avanzó hasta Sergiana en el norte de Elis, y estableció su campamento en un lugar llamado «San Nicolás de Mesiskli». Guillermo con sus propias tropas marchó a su encuentro, y reunió a sus hombres listos para la batalla. Según la Crónica de Morea, el líder de la vanguardia bizantina, el gran conostaulo Miguel Cantacuceno, cabalgaba delante de las líneas bizantinas, pero su caballo tropezó y fue muerto por los aqueos. Consternado por la muerte de su lugarteniente más valiente, el sebastocrátor Constantino se retiró y pasó a poner sitio a la fortaleza de Nikli.
Ahí, sin embargo, los mercenarios turcos, más de mil hombres a caballo bajo sus líderes Melik y Shalik, lo confrontaron y le exigieron que se les pagase sus atrasos de seis meses. Irritado por esta demanda, y preocupado por su falta de éxito hasta ese momento, el sebastocrátor airadamente se negó, después de lo cual los dos caudillos desertaron a Guillermo con la mayor parte de sus hombres. Esta deserción hizo disminuir la moral bizantina. Constantino, fingiendo enfermedad, decidió levantar el sitio, y se fue de Morea a Constantinopla, dejando al gran doméstico Alejo Files y al parakoimomenos Juan Macreno al mando.

## La batalla y consecuencias
Files tomó su ejército y marchó hacia Mesenia, donde ocupó el paso de Macriplagi, situado cerca del Castillo de Gardiki en las fronteras de Mesenia con el Peloponeso central. Guillermo, reforzado por el experimentado contingente turco y que poseía un ejército superior, había marchado a Mesenia para defender la fértil provincia. El ejército aqueo atacó a los bizantinos, a pesar del hecho de que tenían fuertes posiciones en el terreno elevado. Los dos primeros ataques fueron repelidos, pero el tercer ataque, liderado por el comandante Ancelino de Toucy, rompieron las líneas bizantinas y estos huyeron en pánico.
La derrota bizantina fue completa, y los generales Files, Macreno, y Alejo Cabalário, junto con muchos nobles griegos, fueron capturados. Los prisioneros fueron llevados a Guillermo en Veligosti; donde una conversación notable se dio entre el príncipe aqueo y Files, que ilustra las posiciones respectivas de los latinos y los griegos bizantinos: cuando Guillermo exclamó que esta derrota fue un castigo de Dios sobre Paleólogo por violar sus juramentos, Files replicó que «Morea pertenece al Imperio de Romania y la herencia que le corresponde al emperador. Es contrario a lo que dices, tu quien rompió su juramento a su señor».
Guillermo luego marchó al sur hacia la fortaleza bizantina de Mistra. No tomó la fortaleza, pero repobló y fortificó la antigua ciudad de Esparta, saqueando la provincia circundante y luego se retiró a Nikli. A pesar de sus éxitos en evitar una rápida conquista bizantina de su principado, sin embargo, Guillermo había agotado los recursos de sus dominios: la lucha constante había devastado y despoblado el país. El conflicto se degeneró en escaramuzas en ambos lados antes de ser suspendidas por completo. Las negociaciones en las que Miguel VIII propuso casar a su hijo y heredero, Andrónico II Paleólogo con la hija y heredera de Guillermo, Isabel fracasó debido a la oposición de los barones aqueos. En los años posteriores, Guillermo buscó la ayuda y la protección del poderoso Carlos de Anjou, de quien se convirtió en vasallo bajo los términos del Tratado de Viterbo. Temiendo enfrentar a Carlos, la atención bizantina se volvió para otro lugar y Guillermo consiguió evitar una ofensiva bizantina a gran escala contra su Principado. Un prolongado periodo de tranquilidad siguió, pero los conflictos internos terminarían por dar ventaja a los bizantinos, que recuperaron gradualmente el control de la región a inicios del siglo XIV.